# Time of No Reply
Albums de Nick Drake
Heaven in a Wild Flower
(1985) Way to Blue
(1994)
Time of No Reply est une compilation de Nick Drake sortie en 1986. Elle se compose de chansons inédites et de versions alternatives de chansons déjà parues, comme The Thoughts of Mary Jane avec Richard Thompson à la guitare électrique. Elle constitue également le quatrième disque de la première réédition du coffret Fruit Tree, sortie la même année.

## Titres
Toutes les chansons sont écrites et composées par Nick Drake, sauf Been Smoking Too Long (Robin Frederick).
| No  | Titre                     | Provenance                                           | Durée |
| --- | ------------------------- | ---------------------------------------------------- | ----- |
| 1.  | Time of No Reply          | séances de Five Leaves Left (novembre-décembre 1968) | 2:52  |
| 2.  | I Was Made to Love Magic  | séances de Five Leaves Left (novembre-décembre 1968) | 3:08  |
| 3.  | Joey                      | séances de Five Leaves Left (novembre-décembre 1968) | 3:04  |
| 4.  | Clothes of Sand           | séances de Five Leaves Left (novembre-décembre 1968) | 2:32  |
| 5.  | Man in a Shed             | démo maison                                          | 3:02  |
| 6.  | Mayfair                   | séance d'octobre 1968                                | 2:28  |
| 7.  | Fly                       | démo maison                                          | 3:35  |
| 8.  | The Thoughts of Mary Jane | séance de Five Leaves Left (décembre 1968)           | 3:42  |
| 9.  | Been Smoking Too Long     | démo maison                                          | 2:13  |
| 10. | Strange Meeting II        | démo maison                                          | 3:32  |
| 11. | Rider on the Wheel        | séance de juillet 1974                               | 2:30  |
| 12. | Black Eyed Dog            | séance de juillet 1974                               | 3:20  |
| 13. | Hanging on a Star         | séance de juillet 1974                               | 2:42  |
| 14. | Voice from the Mountain   | séance de juillet 1974                               | 3:40  |